# Essexville
Essexville is een plaats (city) in de Amerikaanse staat Michigan, en valt bestuurlijk gezien onder Bay County.

## Demografie
Bij de volkstelling in 2000 werd het aantal inwoners vastgesteld op 3766.
In 2006 is het aantal inwoners door het United States Census Bureau geschat op 3551, een daling van 215 (-5.7%).

## Geografie
Volgens het United States Census Bureau beslaat de plaats een oppervlakte van
3,5 km², waarvan 3,1 km² land en 0,4 km² water. Essexville ligt op ongeveer 178 m boven zeeniveau.

## Plaatsen in de nabije omgeving
De onderstaande figuur toont nabijgelegen plaatsen in een straal van 20 km rond Essexville.

## Geboren in Essexville
- Richard McDermott (1940-2023), schaatser